# 127 óra
A 127 óra (eredeti címe: 127 Hours) 2010-ben bemutatott brit–amerikai életrajzi dráma, kalandfilm, melynek producere és társszerzője Danny Boyle. A film főszereplője James Franco.
A film megtörtént eseményeken alapszik: Aron Ralston hegymászó, aki 2003-ban, egy Utah-ban tett kirándulása során több mint öt napott töltött egy sziklahasadékban, miután egy kőtömb esett a karjára, odaszorítva azt a sziklafalhoz. A film Aron Ralston: Between a Rock and a Hard Place című önéletrajzi regénye alapján készült, melyből a forgatókönyvet Danny Boyle és Simon Beaufoy írta.
Az alkotást jó kritikákkal illették és számos neves díjra jelölték, többek között hat Oscar, köztük a legjobb film és a legjobb férfi főszereplő díjára jelölték.

## Cselekmény

Aaron a szikla fogságában

Aron Ralston (James Franco) egy egynapos kanyontúrára készül a utah-i Canyonlands Nemzeti Parkba. Éjszaka indul. Reggel leteszi az autóját és kerékpárral vág neki az útikönyv szerint 45 percesnek becsült útnak. Biciklijét egy fához láncolja és gyalog indul tovább. Menet közben összetalálkozik két túrázóval, Kristivel (Kate Mara) és Megannel (Amber Tamblyn), akik a Upheaval Dome-hoz tartva eltévedtek. Aron felajánlja nekik, hogy egy sokkal érdekesebb útvonalon vezeti el őket a céljukhoz. Útjuk szűk kanyonokon vezet keresztül. Egy mély hasadékba bemászva rábeszéli a lányokat, hogy ugorjanak bele az alattuk található vízgyűjtőbe. Az ugrást többször is megismétlik, közben előkerül Aron kézi kamerája, amivel megörökíti az eseményeket. A föld alatti medencében történt mártózás után a csapat kettéválik. A lányok elhívják a fiút egy buliba, majd tovább mennek, míg Aron folytatja útját a Blue Johnhoz.
Szűk hasadékokban halad, amik közé kisebb-nagyobb szikladarabok ékelődtek be. Egy szerencsétlen mozdulat folytán egy laza szikla megmozdul és Aronnal együtt lezuhan, a kanyon alján annak falához szorítva a fiú jobb karját, ezzel csapdába zárva őt. Kezdetben segítségért kiáltozik, de senki sincs hallótávolságon belül. Egy idő után felhagy a kiabálással és számba veszi eszközeit. Kipakolja a táskáját és megnézi, mit tud kezdeni a nála lévő tárgyakkal.
Az elkövetkező napok során többféle módon próbálja kiszabadítani magát a szikla fogságából. A nála lévő bicskával elkezdi a sziklafalat vésni, de a kő túl kemény, a kés pedig igen hamar elkopik. Az idő múlásával rohamosan fogy a vize, majd kénytelen saját vizeletét is meginni, hogy az elveszett folyadékot némiképpen pótolni tudja. Meg kell küzdenie a sivatagban uralkodó éjszakai hideggel. Reggel 9 óra tájban 15 percre besüt a nap a hasadékba, ekkor tudja felmelegíteni magát. Az első 24 óra elteltével elkezd videónaplót készíteni fogságban töltött napjairól.  Álmaiban megjelennek a szerettei, barátai, korábbi emlékei. Később kényszerképzetek kezdik el gyötörni.
Öt nap elteltével arra az elhatározásra jut, hogy csak akkor menekülhet meg, ha levágja a sziklába szorult végtagot. Egy kötelet érszorítóként használva a tompa kés segítségével amputálja a karját. Mikor ez megtörtént, csonka karját felköti, összepakol és a csonkot a sziklatömb szorításában hagyva elindul, ki a kanyonból. Kifelé tartva még le kell ereszkednie egy magas sziklafalról.
Több mérföldnyi gyaloglás után véresen és teljesen kimerülve találkozik össze egy kiránduló családdal, akik segítségért küldenek. Egy helikopter jön a sebesült Aronért. A film végén a valódi Aron Ralston tűnik fel felesége, gyermeke és családja körében. Jessicát három évvel balesete után ismerte meg. Fiuk 2010 februárjában született. A férfit nem törték meg a vele történtek, folytatta a kalandos életet.

## Szereplők
| Színész        | Szerep                       | Magyar hang  |
| -------------- | ---------------------------- | ------------ |
| James Franco   | Aron Ralston                 | Széles Tamás |
| Amber Tamblyn  | Megan McBride, turista       | Simon Eszter |
| Kate Mara      | Kristi Moore, turista        | Kelemen Kata |
| Clémence Poésy | Rana, Aron szerelme          | Györfi Laura |
| Lizzy Caplan   | Sonja Ralston, Aron testvére |              |
| Treat Williams | Larry Ralston, Aron apja     |              |
| Kate Burton    | Donna Ralston, Aron anyja    |              |

## Hitelesség
A film elején Aron elvezeti a túrázó lányokat a rejtett medencéhez. A valóságban ez nem történt meg. A férfi csak megmutatott nekik néhány alapvető hegymászó mozdulatot. Habár ezek a változtatások kicsit kellemetlenül érintették Aront, azt mondta, hogy a film többi része tényszerű és pontos, akár egy dokumentumfilm.

## Gyártás
Danny Boyle négy éve tervezte, hogy elkészíti a filmet. Simon Beaufoy írta meg hozzá a forgatókönyvet. Boyle úgy nyilatkozott, hogy ez egy olyan akciófilm, amiben a főhős nem tud mozogni.
A szerepre Cillian Murphy,Sebastian Stan és Shia LaBeouf is szóba került. Aron egy interjúban úgy elmesélte, amikor meghallotta, hogy James Franco alakítja majd őt, utána kellett néznie, hogy kiről van szó, mert addig nem hallotta a nevét. Majd rájött, hogy már több mint egy tucat filmben látta és biztosra vette, hogy hitelesen el fogja tudni játszani a szerepet.
Az amputációs jelenet Tony Gardner sminkes csapatának munkáját dicséri.  Az elkészítéséhez egészségügyi szakembereket is segítségül hívtak. Arra törekedtek, hogy a jelenet anatómiailag és orvosilag a legapróbb részletekig kidolgozott legyen.

## Bemutató
A filmet a Torontói Nemzetközi Filmfesztiválon mutatták be, 2010. szeptember 12-én. 2010 októberében ezt a filmet választották ki, hogy lezárja a Londoni Filmfesztivált. Az Egyesült Államokban november 10-én mutatták be. Az Egyesült Királyságban január 7-én, Indiában pedig 26-án került sor az első vetítésekre.
A Telliride Filmfesztiválon történt vetítések alatt két embernek volt szüksége orvosi ellátásra. A tesztvetítések során több helyről is jelentettek rosszulléteket, pánikrohamot.

## Fogadtatás
A filmet és James Franco teljesítményét is kitűnő kritikákkal illették. A jelentések szerint a 193 profi filmkritikus 93%-a adott pozitív visszajelzéseket. A filmet 10-es skálán 8,4-re értékelték.
A Chicago Sun-Times  kritikusa Roger Ebert szerint, James Franco játékával kiérdemelte az Oscar-jelölést és a filmet az évtized egyik legjobb alkotásának nevezte.

## Díjak és jelölések
- BAFTA-díj (2011) – Legjobb rendező jelölés: Danny Boyle
- BAFTA-díj (2011) – Legjobb operatőr jelölés: Anthony Dod Mantle, Enrique Chediak
- BAFTA-díj (2011) – Legjobb adaptált forgatókönyv jelölés: Danny Boyle, Simon Beaufoy
- BAFTA-díj (2011) – Legjobb hang jelölés
- BAFTA-díj (2011) – Legjobb vágás jelölés: Jon Harris
- BAFTA-díj (2011) – Legjobb filmzene jelölés: A.R. Rahman
- BAFTA-díj (2011) – Legjobb férfi alakítás jelölés: James Franco
- Golden Globe-díj (2011) – Legjobb filmzene jelölés: A.R. Rahman
- Golden Globe-díj (2011) – Legjobb színész – drámai kategória jelölés: James Franco
- Golden Globe-díj (2011) – Legjobb forgatókönyv jelölés: Danny Boyle, Simon Beaufoy
- Oscar-díj (2011) – Legjobb film jelölés: John Smithson, Christian Colson, Danny Boyle
- Oscar-díj (2011) – Legjobb adaptált forgatókönyv jelölés: Simon Beaufoy, Danny Boyle
- Oscar-díj (2011) – Legjobb vágás jelölés: Jon Harris
- Oscar-díj (2011) – Legjobb filmzene jelölés: A.R. Rahman
- Oscar-díj (2011) – Legjobb férfi alakítás jelölés: James Franco
- Oscar-díj (2011) – Legjobb betétdal jelölés: A.R. Rahman

## Irodalmi alapanyag magyarul
- Aron Ralston: A kanyon fogságában; ford. Bánfi Balázs Miklós; Corbis, Budapest, 2006